# Jean-Pol Fargeau
Jean-Pol Fargeau (Marsiglia, 1950) è uno sceneggiatore francese, noto per le sue collaborazioni artistiche con la regista Claire Denis.

## Biografia
Drammaturgo autore di otto opere teatrali in Francia tra la prima metà degli anni ottanta e quella degli anni novanta, collabora con Claire Denis alla sceneggiatura di quasi tutti i suoi film dagli esordi di Chocolat (1988). Ha co-sceneggiato anche Pola X (1999) di Leos Carax, adattando il romanzo di Herman Melville Pierre o delle ambiguità, e Marinai perduti (2003) di Claire Devers, tratto dal romanzo omonimo di Jean-Claude Izzo.

## Filmografia
- Chocolat, regia di Claire Denis (1988)
- Al diavolo la morte (S'en fout la mort), regia di Claire Denis (1990)
- J'ai pas sommeil, regia di Claire Denis (1994)
- Nénette e Boni (Nénette et Boni), regia di Claire Denis (1996)
- Pola X, regia di Leos Carax (1999)
- Beau Travail, regia di Claire Denis (1999)
- Cannibal Love - Mangiata viva (Trouble Every Day), regia di Claire Denis (2001)
- Marinai perduti (Les Marins perdus), regia di Claire Devers (2003)
- À ce soir, regia di Laure Duthilleul (2004)
- L'Intrus, regia di Claire Denis (2004)
- 35 rhums, regia di Claire Denis (2008)
- Les Salauds, regia di Claire Denis (2013)
- High Life, regia di Claire Denis (2018)